# Gonnehem British Cemetery
Gonnehem British Cemetery is een Britse militaire begraafplaats met gesneuvelden uit de Eerste Wereldoorlog, gelegen in het Franse dorp Gonnehem (Pas-de-Calais). De begraafplaats ligt 380 m ten westen van het dorpscentrum (Église Saint-Pierre) en werd ontworpen door William Cowlishaw. Het terrein heeft een trapeziumvormig grondplan met een oppervlakte van ongeveer 462 m² en is gedeeltelijk omgeven door een bakstenen muur en een haag. Het Cross of Sacrifice staat centraal aan de noordelijke zijde. De begraafplaats wordt onderhouden door de Commonwealth War Graves Commission.
Er liggen 200 Britten (waaronder 2 niet geïdentificeerde) begraven.

## Geschiedenis
De begraafplaats werd in april 1918 aangelegd toen de Duitse frontlijn tot op iets meer dan 3 km van het dorp genaderd was. Ze werd tot september 1918 gebruikt door gevechtseenheden en door Burial Officers (dit waren officieren die verantwoordelijk waren voor het bergen van de gesneuvelden) van het XIII Corps en de 4th Division. Na de wapenstilstand werden nog gesneuvelden bijgezet die gevonden werden op de slagvelden ten oosten van Gonnehem.

## Graven
- James Skouse, soldaat bij de Seaforth Highlanders was 17 jaar toen hij op 12 juli 1918 sneuvelde.

### Onderscheiden militairen
- Francis Arthur William Armitage, luitenant-kolonel bij het West Yorkshire Regiment (Prince of Wales's Own) en het 1st Bn. Commanding 1st Bn. Hampshire Regiment werd onderscheiden met de Distinguished Service Order (DSO).
- Frank Northey Harston, majoor bij het East Lancashire Regiment en Robert Brant, onderluitenant bij de Royal Engineers werden onderscheiden met het Military Cross (MC).
- compagnie sergeant-majoor Ernest Victor Batty werd tweemaal onderscheiden met de Distinguished Conduct Medal (DCM and Bar) en sergeant Harold Ellis Denton eenmaal (DCM).
- de onderluitenant Walter Crabtree en de soldaten Arthur George Murray, James Harold Naylor en James Bottomley ontvingen de Military Medal (MM).